# If the River Can Bend
If the River Can Bend è un brano composto ed interpretato da Elton John; il testo è opera di Bernie Taupin.

## Il brano
Proveniente dall'album del 1997 The Big Picture, si caratterizza come una ballata (anche se il ritmo è relativamente veloce rispetto ad altri pezzi del disco come ad esempio Recover Your Soul); Elton John suona il pianoforte ed è accompagnato da Bob Birch al basso e da Charlie Morgan alla batteria e alle percussioni; il tastierista è Guy Babylon, mentre il compito di suonare le chitarre è affidato a Davey Johnstone e John Jorgenson; l'East London Gospel Choir si cimenta ai cori. Il testo di Bernie è ancora una volta riflessivo e di stampo intimista; il titolo vuol dire Se Il Fiume Può Curvare.
If the River Can Bend è stata anche distribuita come singolo, pur senza un videoclip (quest'ultima versione era però diversa rispetto a quella dell'album, come per Recover Your Soul), ma non ha avuto un grande successo: ha infatti conseguito una #32 UK e una #95 in Germania. Tra l'altro, il singolo non è nemmeno stato distribuito negli Stati Uniti.

## I singoli
Singolo in CD (UK, promo)
1. "If the River Can Bend" (Edit) - 3:57

Singolo in CD (UK)
1. "If the River Can Bend" (Edit) - 4:02
2. "Bennie and the Jets" - 5:15
3. "Saturday Night's Alright (for Fighting)" - 4:53
4. "If the River Can Bend" - 5:21

Singolo in CD (UK)
1. "If the River Can Bend" (Edit) - 4:04
2. "Don't Let the Sun Go Down on Me" (live in Paris 1998) - 6:09
3. "I Guess That's Why They Call It the Blues" (live in Paris 1998) - 4:37
4. "Sorry Seems to Be the Hardest Word" (live in Paris 1998) - 4:04